# Aramäer (Gegenwart)

Flagge der Aramäer

Die Aramäer (aramäisch ܣܘܪ̈ܝܝܐ) der Gegenwart (auch bekannt als Assyrer oder Chaldäer) sind eine Aramäisch sprechende ethnische Minderheit im Nahen Osten und sehen sich selbst als die Nachfahren der antiken Aramäer. Ihre ursprüngliche Heimat ist Mesopotamien; heute leben sie in der südöstlichen Türkei, im nordöstlichen Syrien und dem nördlichen Irak. Seit dem Völkermord an den syrischen Christen (1915–1917) lebt ein beträchtlicher Teil des aramäischen Volkes in der westlichen Diaspora.

## Geschichte
Die antiken Aramäer waren seit der ausgehenden Bronzezeit in der Levante und in Nordmesopotamien in verschiedenen Königreichen wie Tur Abdin, Aram (Damaskus), Arpad (Aleppo) und Hamath (Hama) organisiert. Durch Umsiedlungen und die generellen Bevölkerungsverschiebungen im Mesopotamien wurde die aramäische Sprache zur Amtssprache des neuassyrischen, des neubabylonischen und des Achämenidenreiches sowie mehr und mehr zur Verkehrs- und Diplomatensprache im Vorderen Orient unter den Seleukiden, Parthern und Römern. Seit parthischer Zeit (im 3. Jahrhundert v. Chr.) sind die aramäischen Einzelstämme nicht mehr zu unterscheiden.
Im Zusammenhang mit dem Völkermord an den Armeniern erfolgte auch ein Völkermord an den Aramäern. Etwa 500.000 bis 750.000 Aramäer wurden im Südosten der Türkei von den Osmanen und kurdischen Truppen getötet. Bis heute erkennt die Türkei den Völkermord nicht an.

## Sprache
Die Verwendung der aramäischen Sprache war und ist nicht auf die ethnischen, christlichen Aramäer beschränkt, doch bilden sie und ihre Kirchen seit langem die stärkste Trägergruppe dieser Sprache.
Die eigensprachlichen Bezeichnungen der heutigen Aramäer lauten „Suryoye“ oder „Suroye“. Diese Benennungen haben beide ihren Ursprung im Begriff „Assyrer“. Über die symbiotische Verbindung zwischen den Begriffen „Assyrer“ und „Suryoye/Suroye“ besteht heute ein wissenschaftlicher Konsens.
Mandäer sind nichtchristlich, sprechen aber aramäisch. Darüber hinaus sprechen auch die kurdischen Juden aramäisch, allerdings wird das Aramäische bei ihnen seit ihrer Einwanderung nach Palästina ab dem späten 19. Jahrhundert zunehmend vom Hebräischen verdrängt.

Beziehungen zwischen den syrischen Kirchen und byzantinischen Kirchen

## Religion
Die Aramäer gehören heute verschiedenen Ostkirchen an: der Syrisch-Orthodoxen Kirche, der Katholischen Kirche, der Maronitischen Kirche, der Alten Kirche des Ostens, der Assyrischen Kirche des Ostens und der Chaldäisch-Katholischen Kirche oder protestantischen Gemeinden. Sie leben inzwischen zu großen Teilen in der Diaspora, vor allem in Europa und in den USA. Die Aramäer in Dschubb-'Adin, As-Sarcha und eine Minderheit in Maalula gehören dem sunnitischen Islam an. Alle drei Dörfer waren vor dem 18. Jahrhundert rein christlich.
Da zur Zeit Jesu die aramäische Sprache vom römisch beherrschten Judaea bis zum Perserreich und darüber hinaus verbreitet war, gibt es historisch weder eine einheitliche Christianisierung der Aramäer noch eine allen gemeinsame Kirchengeschichte. Insofern Jesus und seine Jünger eine Form des Aramäischen, genauer jüdisch-palästinisches Aramäisch, sprachen, gibt es ein aramäisches Christentum von Anfang an. Jedoch wurde es sehr bald von einem Christentum griechischer Sprache überlagert, in der auch das Neue Testament verbreitet, Gottesdienst gefeiert und christliche Theologie betrieben wurde. Als theologische und liturgische Sprache wurde eine als Syrisch bezeichnete mittelostaramäische Mundart zunächst besonders im Gebiet von Edessa und sodann in Mesopotamien östlich der Grenzen des Römischen Reiches bedeutsam.
- Daraus gingen in der Spätantike die beiden großen Kirchen des syrischen Christentums hervor:
  - die westsyrische „Syrisch-Orthodoxe Kirche von Antiochien“,
  - die ostsyrische „Assyrische Kirche des Ostens“.
- Im Laufe der weiteren Geschichte erlangten weitere Kirchengruppen zusätzlich Bedeutung:
  - die Syrisch-Maronitische Kirche von Antiochien,
  - die Syrisch-katholische Kirche und
  - die chaldäisch-katholische Kirche, der in der Neuzeit mit dem römischen Papst unierte Zweig der „Kirche des Ostens“ (siehe auch Syrische Christen im Irak),
  - die Aramäische Freichristen Gemeinde „Hito hirto Oromayto“, die meistens als Mhaymne (entsprechend arabisch muʾmin, „Gläubige“) bekannt sind,
  - die Assyrisch-evangelische Kirche,
  - die Assyrische Pfingstkirche.

Kleinere aramäischsprachige Gruppen gab und gibt es noch heute in den Patriarchaten von Jerusalem und Antiochien der Anhänger des Konzils von Chalkedon. Gemeinsam ist allen genannten Kirchen die Benutzung des (Alt-)Syrischen als Liturgiesprache und seit langem die Herrschaft oder Vorherrschaft des Islam in ihren traditionellen Verbreitungsgebieten.

## Diaspora
Die aramäischen Christen lebten bis zum Großteil des 20. Jahrhunderts zumeist im Irak, in Syrien, im Iran, im Libanon und im Südosten der Türkei, im Grenzgebiet zu Syrien. Allerdings sind fast alle aramäischen Christen aus der Türkei, deren Anzahl früher 50.000 betrug, nach Europa, insbesondere nach Schweden, ausgewandert; in der Türkei verblieben sind laut der Los Angeles Times vom 21. August 1998 weniger als 3.000 Sprecher des Neuaramäischen.  Eine größere Anzahl lebte zudem vormals im Nordirak, in der Ebene von Mossul und in der Region Bagdad sowie in Nordost-, Zentralsyrien und in drei Dörfern im Qalamungebirge westlich von Damaskus (Neuwestaramäisch). In Folge des Syrischen Bürgerkriegs und der damit verbundenen Ausbreitung des Islamischen Staates waren allerdings zahlreiche Christen in Syrien und im Irak dazu gezwungen, ihre Heimat als Flüchtlinge zu verlassen. 
In der westlichen Diaspora leben die christlichen Aramäer überwiegend in Deutschland und in Schweden sowie in den Vereinigten Staaten. Alle Angaben zu Zahlen der heutigen aramäischen Christen beruhen auf Schätzungen. So zählt allein die Syrisch-Orthodoxe Kirche von Antiochien ungefähr 5–6 Mio. Mitglieder, die Mehrheit allerdings Inder.

### Aramäische Diaspora in Deutschland
Die größte aramäische Gemeinde in Deutschland, bezogen auf die Einwohnerzahl, befindet sich im ostwestfälischen Kreis Gütersloh, verteilt auf die Städte Gütersloh, Rheda-Wiedenbrück, Harsewinkel und Verl.

### Aramäische Diaspora in Israel
Schon durch die drusischen Massaker an Christen im Bürgerkrieg im Libanongebirge 1860 kamen Aramäer verschiedener christlicher Konfessionen auf der Flucht ins südliche Galiläa und bildeten in mehreren Orten eigene Gemeinden. Seit 1948 gehört das südliche Galiläa zu Israel, wo vor allem Aramäer in der Erzeparchie Haifa e Terra Santa eine Bewegung zur Revitalisierung des Neuaramäischen im Alltag über den Gebrauch in der Liturgie hinaus schufen. Angestoßen durch Minister Gidʿon Saʿar erkennt der Staat seit 2014 Aramäer offiziell als eine israelische Nationalitätengruppe an. Bis 2022 hatten 2.500 Israelis sich unter der Nationalität Aramäer eintragen lassen und weitere 2.000 dies beantragt. Unter jüdischen Israelis finden sich weitere 6.000 bis 7.000 Sprecher der jüdisch-aramäischen Mundarten Lishanid noshan und Lishana didan, die Alija machten, teils im Zuge der Vertreibung von Juden aus arabischen und islamischen Ländern, und aus dem Nordirak, der Südosttürkei und dem iranischen Teil Aserbaidschans stammen, insbesondere aus den Kurdengebieten (z. B. um Erbil). Diese Sprecher sind meist 40 Jahre alt und älter, die jüngeren unter ihnen effektiv zweisprachig auch im Hebräischen und ihre Nachfahren sprechen oft kein Aramäisch mehr. Die amtlichen Direktiven erwarten von Israelis, die sich als Aramäer eintragen lassen wollen, die Pflege aramäischer Sprachkenntnisse, kultureller Eigenheiten und Brauchtums im Rahmen syro-christlicher Tradition, womit jüdische Sprecher des Aramäischen eher nicht in Frage kommen, sich als Aramäer eintragen zu lassen.